# Polyalthia kinabaluensis
Polyalthia kinabaluensis är en kirimojaväxtart som beskrevs av Ian Mark Turner. Polyalthia kinabaluensis ingår i släktet Polyalthia och familjen kirimojaväxter. Inga underarter finns listade i Catalogue of Life.